# Голубиная связь

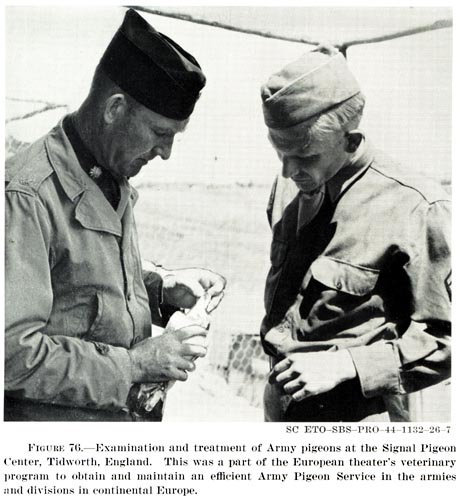
Служба голубиной связи армии США в Великобритании в годы Второй мировой войны

Голуби́ная связь, или вое́нно-голуби́ная по́чта, — один из способов военной связи, при котором доставка письменных сообщений производилась почтовыми голубями.
В основе использовании голубей для голубиной связи лежит их природная способность возвращаться к своему гнезду, к своей паре (самке или самцу), усиленная подбором, скрещиванием и тренировкой.

## История
Удивительной способностью голубей возвращаться издалека домой, к родному гнезду, пользовались ещё в глубокой древности. Греки, римляне, египтяне, персы, евреи, а позднее галлы и германцы оставили обильные письменные сведения об употреблении голубей для военных, коммерческих и других целей.

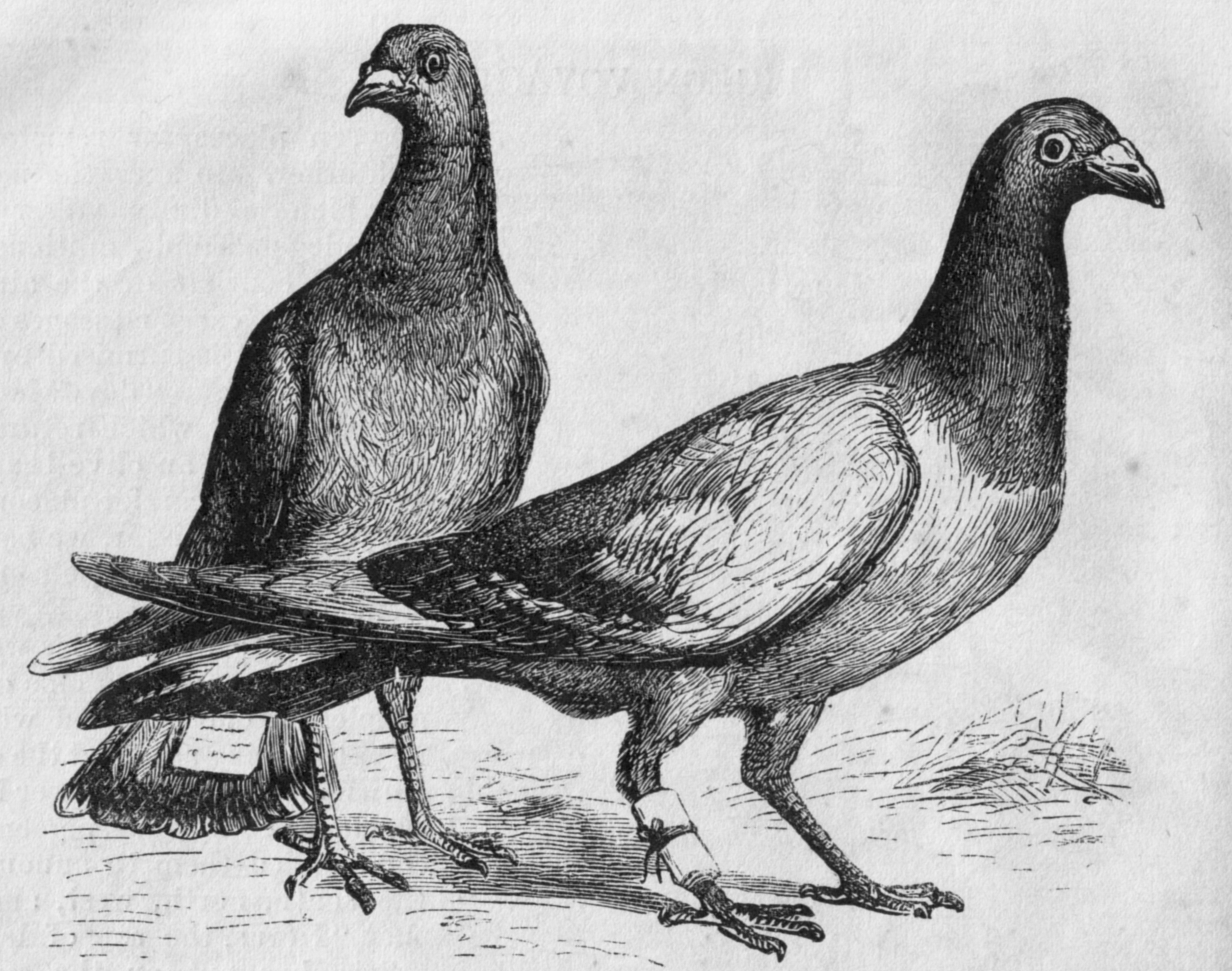
Почтовые голуби с прикреплёнными сообщениями

В новое время голубиная связь широко применялась во франко-прусской войне 1870—1871 годов. К началу русско-турецкой войны 1877—1878 годов в русских инженерных войсках появились новые специальности: воздухоплавание и голубиная связь.
В Российской империи первые голуби были выписаны из Бельгии для Варшавского военного округа в 1885 году. 23 февраля 1888 года было утверждено Положение о военно-голубиной почте. Первые военные голубятни появились в 1888 году в крепостях: Варшаве, Новогеоргиевске, Зегрже и Ивангороде. 14 марта 1901 года была утверждена инструкция для военно-голубиных станций. Они делились на постоянные голубиные станции (крепостные) и полевые (разборные). Крепостная голубятня должна была находиться на видном с высоты полёта голубя месте, по возможности безопасном от поражения огнём неприятельской артиллерии. Как правило, постоянные голубиные станции строились на 125 пар голубей. К 1913 году имелось 10 крепостных голубиных станций; кроме того, некоторые войсковые части содержали свои нештатные станции
Для поддержания соответствующей породы голубей при голубиной станции в Брест-Литовске было учреждено племенное депо. Для ухода за голубями при каждой станции состояли голубеводы-надзиратели. У каждого почтового голубя имелся штемпель военно-голубиной почты; голуби, имевшие штемпели, считались казённым имуществом.
К концу XIX века почти во всех европейских государствах пользовались голубями для военных целей, для чего содержали особые военные голубятни в крепостях и городах. В большинстве европейских государств частные общества были обязаны в случае войны передавать своих голубей в руки военного ведомства. Таблица и рисунок ниже показывают сеть почтово-голубиных сообщений, организованных в Европе на военное время (сообщаемые сведения относятся к 1891 году):
| Страна             | Пункты голубиной связи |
| ------------------ | --- |
| Франция            | 1. Мон-Валерьен. 2. Париж. 3. Венсен. 4. Лилль. 5. Дуэ. 6. Валансьен. 7. Мобёж. 8. Мезьер. 9. Верден. 10. Туль. 11. Лангр. 12. Бельфор. 13. Безансон. 14. Лион. 15 Марсель. 16. Перпиньян. 17. Гренобль. 18. Бриансон. 19. Тулон. |
| Португалия         | 1. Лиссабон. 2. Порту. 3. Валенса. 4. Шавиш. 5. Браганса. 6. Алмейда. 7. Гуарда. 8. Коимбра. 9. Каштелу-Бранку. 10. Абрантиш. 11. Элваш. 12. Пениш. 13. Бея. 14. Лагуш.                                                           |
| Испания            | 1. Мадрид. 2. Фигерас. 3. Хака. 4. Памплона. 5. Оярсун. 6. Ферроль. 7. Сьюдад-Родриго. 8. Бадахос. 9. Тарифа. 10. Сеута. 11. Мелилья. 12. Пальма. 13. Маон. 14. Сарагоса. 15. Вальядолид. 16. Кордова. 17. Малага. 18. Валенсия.  |
| Италия             | 1. Рим. 2. Анкона. 3. Болонья. 4. Верона. 5. Пьяченца. 6. Алессандрия. 7. Мон-Сенис. 8. Фенестрелле. 9. Эксиллес. 10. Винадио. 11. Ла-Маддалена. 12. Кальяри. 13. Гаэта. 14. Генуя.                                               |
| Швейцария          | 1. Тун. 2. Базель. 3. Цюрих. 4. Везен. |
| Австро-Венгрия     | 1. Коморн. 2. Краков. 3. Франценфесте. 4. Карлсбург. 5. Сараево. 6. Мостар. 7. Триест. |
| Германия           | 1. Берлин. 2. Кёльн. 3. Мец. 4. Майнц. 5. Вюрцбург. 6. Страсбург. 7. Швецинген (в проекте). 8. Вильгельмсхафен. 9. Тённинг. 10. Киль. 11. Штеттин. 12. Данциг. 13. Кёнигсберг. 14. Торн. 15. Познань. 16. Бреславль. 17. Торгау.  |
| Дания              | 1. Копенгаген. |
| Швеция             | 1. Карлсборг. |
| Российская империя | 1. Брест-Литовск. 2. Варшава. 3. Новогеоргиевск. 4. Ивангород. 5. Лунинец. |

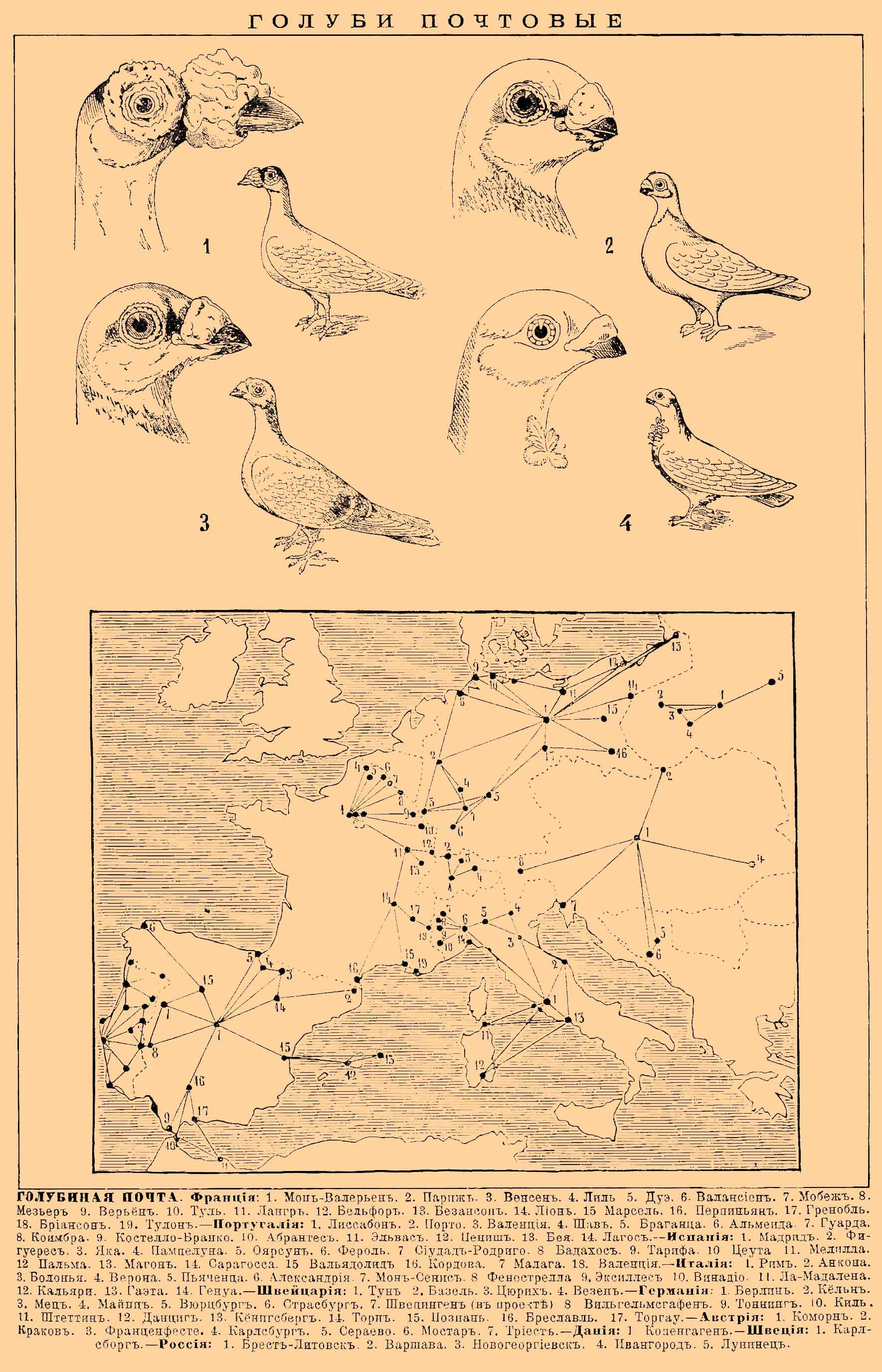
Голуби почтовые: английский карьер (фиг. 1), фландрский, или брюссельский, голубь (фиг. 2), антверпенский (фиг. 3) и люттихский (фиг. 4).
Голубиная почта. Франция: 1. Мон-Валерьен. 2. Париж. 3. Венсен. 4. Лилль. 5. Дуэ. 6. Валансьен. 7. Мобёж. 8. Мезьер. 9. Верден. 10. Туль. 11. Лангр. 12. Бельфор. 13. Безансон. 14. Лион. 15 Марсель. 16. Перпиньян. 17. Гренобль. 18. Бриансон. 19. Тулон. — Португалия: 1. Лиссабон. 2. Порту. 3. Валенса. 4. Шавиш. 5. Браганса. 6. Алмейда. 7. Гуарда. 8. Коимбра. 9. Каштелу-Бранку. 10. Абрантиш. 11. Элваш. 12. Пениш. 13. Бея. 14. Лагуш. — Испания: 1. Мадрид. 2. Фигерас. 3. Хака. 4. Памплона. 5. Оярсун. 6. Ферроль. 7. Сьюдад-Родриго. 8. Бадахос. 9. Тарифа. 10. Сеута. 11. Мелилья. 12. Пальма. 13. Маон. 14. Сарагоса. 15. Вальядолид. 16. Кордова. 17. Малага. 18. Валенсия. — Италия: 1. Рим. 2. Анкона. 3. Болонья. 4. Верона. 5. Пьяченца. 6. Алессандрия. 7. Мон-Сенис. 8. Фенестрелле. 9. Эксиллес. 10. Винадио. 11. Ла-Маддалена. 12. Кальяри. 13. Гаэта. 14. Генуя. — Швейцария: 1. Тун. 2. Базель. 3. Цюрих. 4. Везен. — Германия: 1. Берлин. 2. Кёльн. 3. Мец. 4. Майнц. 5. Вюрцбург. 6. Страсбург. 7. Швецинген (в проекте). 8. Вильгельмсхафен. 9. Тённинг. 10. Киль. 11. Штеттин. 12. Данциг. 13. Кёнигсберг. 14. Торн. 15. Познань. 16. Бреславль. 17. Торгау. — Австро-Венгрия: 1. Коморн. 2. Краков. 3. Франценфесте. 4. Карлсбург. 5. Сараево. 6. Мостар. 7. Триест. — Дания: 1. Копенгаген. — Швеция: 1. Карлсборг. — Россия:1. Брест-Литовск. 2. Варшава. 3. Новогеоргиевск. 4. Ивангород. 5. Лунинец.

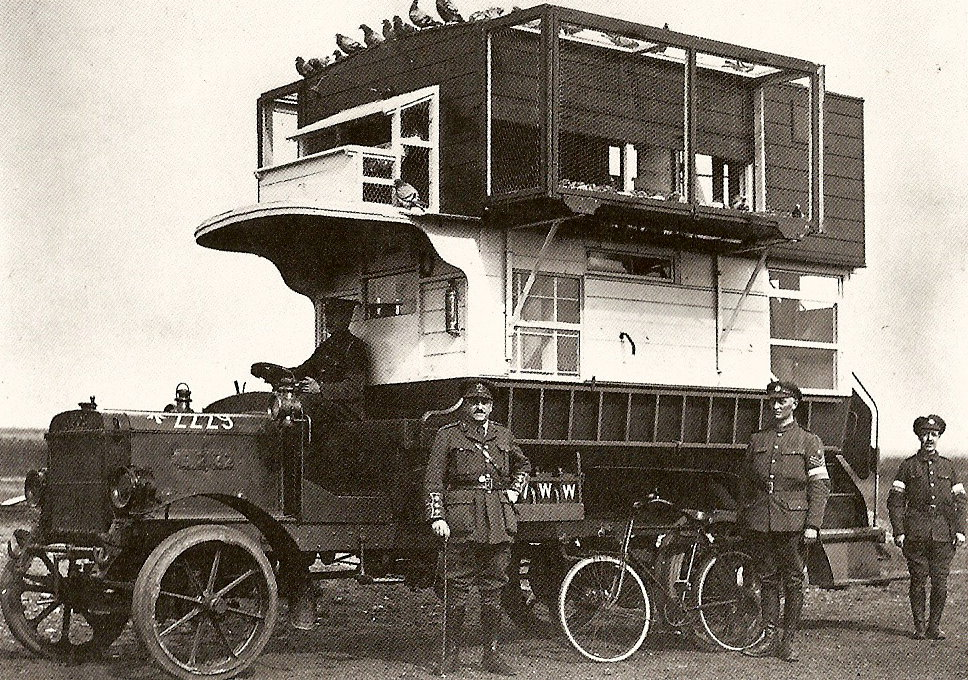
Лондонский автобус типа «B», переоборудованный в голубятню, применялся в северной Франции и Бельгии в Первую мировую войну

Голубиная связь использовалась в войсках в конце XIX — начале XX веков, включая Первую мировую войну, гражданскую войну 1918—1920 годов и Вторую мировую войну. Так, во время Первой мировой войны в немецкой армии существовали специальные роты голубиной почты.
Известен факт, когда за большие заслуги в Первой мировой войне звание полковника английской армии было присвоено почтовому голубю № 888, который был похоронен после смерти со всеми воинскими почестями.
Развитие проводной и особенно радиосвязи постепенно вытесняло голубиную связь в военном деле. Во время второй мировой войны военно-голубиная почта существовала в ограниченных объёмах в РККА, вермахте, в армии США, но вскоре после войны она была упразднена.

## Описание

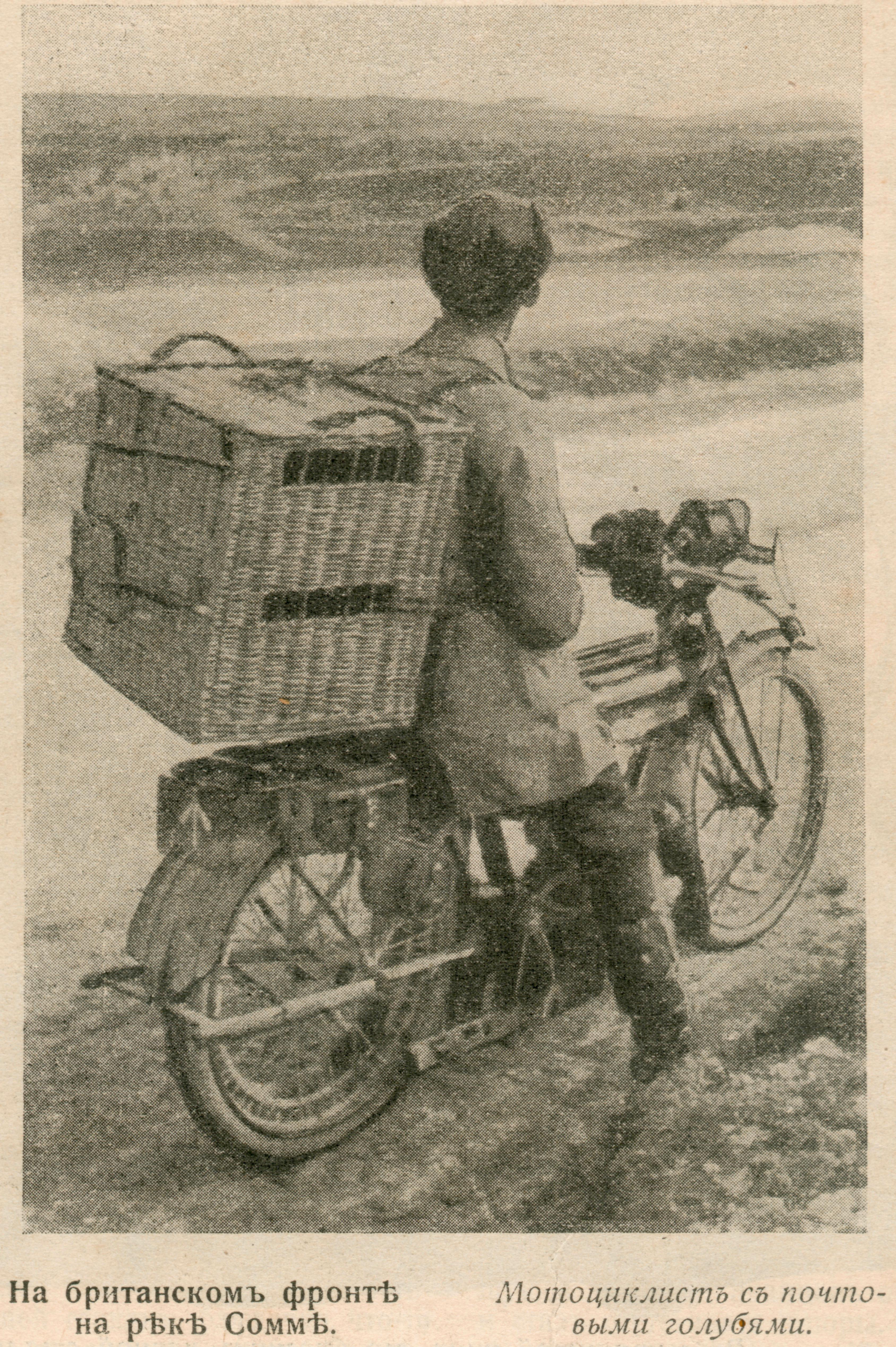
Британский военный мотоциклист с почтовыми голубями на фронте (осень 1916)

Базой голубиной связи служила стационарная или подвижная (полевая) голубиная станция (голубятня) на повозке, автомобиле и т. п. На военных станциях для голубей было принято клеймо в 1½ дюйма (3,81 см) длины, которое представляло собой медную коробочку, в середину которой вставляли римские цифры, обозначающие месяц, а арабские — число рождения и год; по краям коробки были буквы станций назначения.
Для связи между двумя пунктами в каждом из них имелось по голубятне, заселённой почтовыми голубями. Если один из пунктов находился в горах, то голубятню располагали в долине при дороге, так как голубь проходил горную цепь по долинам, когда горы превышали среднюю высоту его полёта. Голубей, приученных к одной станции, отвозили заблаговременно на другую, а голубей второй — на первую и, выпустив их с депешами на свободу по мере необходимости с той или другой станции, устанавливали требуемую связь.

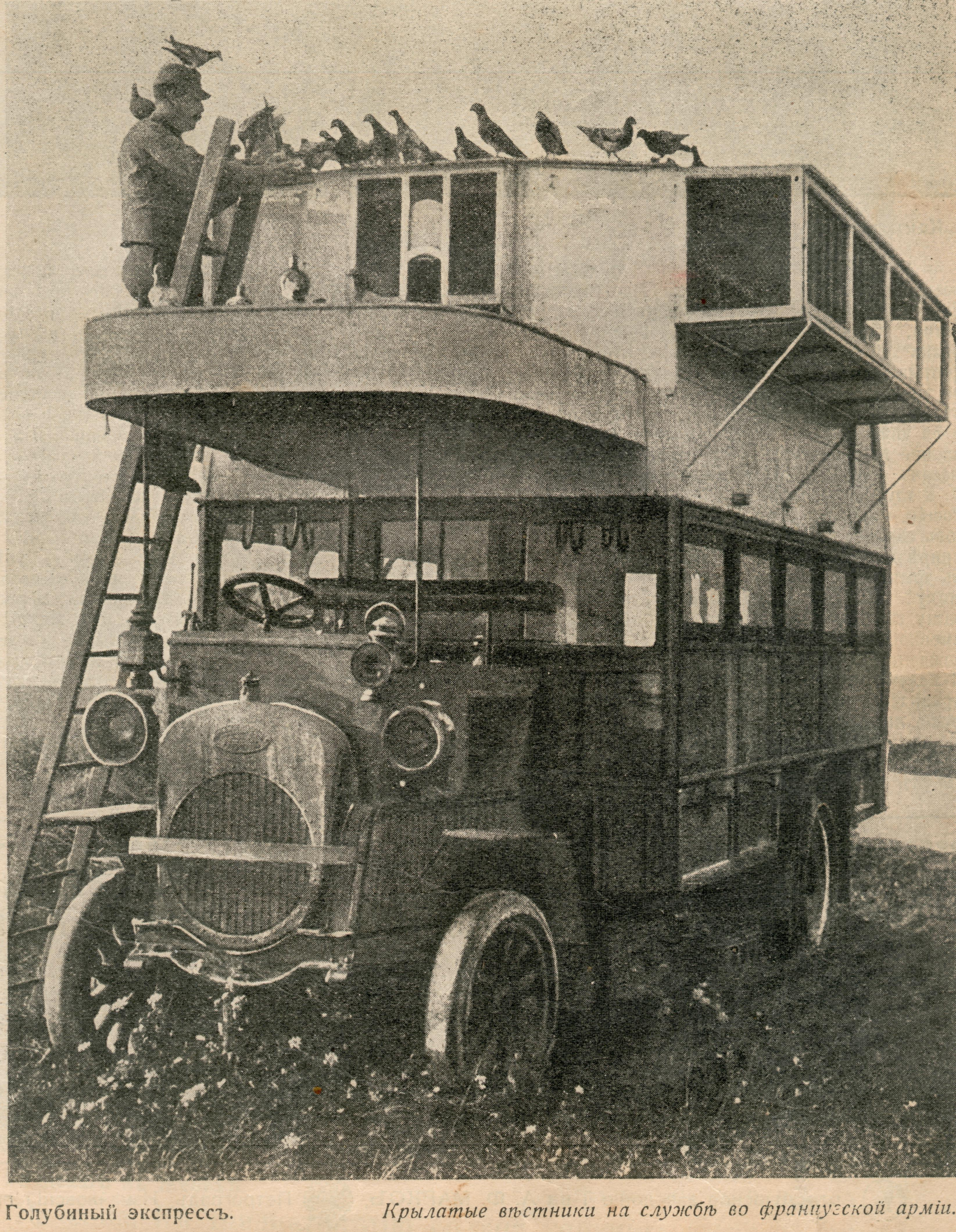
Голубиный автомобиль французской армии в Первую мировую войну (осень 1916)

Для голубиной связи голуби также перевозились и передавались лицу, от которого требовались сообщения. При посылке сообщения голубеграмма (сообщение в сильно уменьшенном формате) вкладывалась в лёгкую металлическую трубочку (порт-депешник), которая прикреплялась к лапке голубя. Депеши писали на кусочках тонкой бумаги длиной 16,5 см и шириной 6,5 см. На русских военных станциях депешу свертывали в трубочку, вкладывали в обрезок гусиного или голубиного пера, прошивали с обоих концов навощёнными шелковинками и привязывали к одному или двум хвостовым перьям. Более же простой способ состоял в том, что на одно из перьев хвоста надевали обрезок гусиного пера длиною от 4 до 5 см, а затем свернутую в трубочку депешу вгоняли, наподобие клина, в зазор, образованный внутренними стенками обрезка и бородкою пера; если при этом оставался зазор, то его заполняли колышком.
Приём депеш совершали так: прилетевший домой голубь, попадая в летик, приводил в действие электрический звонок; тогда его брали из летика и несли к начальнику, который снимал депешу. Для верности, чтобы депеша дошла по назначению, ею снабжали трёх голубей.
В среднем дальность голубиной связи со стационарных станций достигала 300 км, а с подвижных (полевых) — 30—50 км. Голубь летел на высоте 100—300 м со средней скоростью 60—70 км/ч.

## Награждённые голуби
- В 1916 году, за доставку письма из окружённого форта ВО до Вердена, специальным декретом президента Франции голубь был посмертно награждён Орденом Почётного легиона. Чучело героя до сих пор хранится в одном из парижских музеев.
- Шер Ами — в 1918 году за отвагу награждена французским Военным крестом.
- Коммандо — в 1945 году за свою отвагу удостоен медали Дикин.
- Солдат Джо — в 1946 году за спасение тысяч жизней Солдат награждён медалью Дикин.